# 2964 Jaschek
2964 Jaschek је астероид главног астероидног појаса чија средња удаљеност од Сунца износи 2,594 астрономских јединица (АЈ).
Апсолутна магнитуда астероида је 12,2.